# 曹冏 (清河王)
曹冏（219年—226年），魏明帝曹睿長子。
黄初七年八月十二辛巳日（226年9月21日），魏明帝曹睿立皇子曹冏为清河王。当年十月，清河王曹冏去世。